# Attention, les enfants regardent
Pour plus de détails, voir Fiche technique et Distribution.
Attention, les enfants regardent est un film français réalisé par Serge Leroy, sorti en 1978.

## Synopsis
Dans une somptueuse villa de la Côte d'Azur habitent deux frères et deux sœurs; Marlène, l'aînée, ses frères Dimitri et Boule, et Laetitia la petite dernière. Leurs parents, souvent en déplacement de longue durée pour raisons professionnelles, les ont confiés à leur gouvernante espagnole Avocados. Un après-midi, alors que les enfants se trouvent à la plage avec Avocados, ils provoquent accidentellement sa noyade. Malgré cet accident, ils gardent leur sang froid, retournent calmement à la villa et profitent allégrement de l'absence de la gouvernante. Cependant, un inconnu (Alain Delon) qui a observé de loin toute la scène menace de chantage le petit groupe et s'installe dans la villa. Petit à petit, il prend l'ascendant sur le groupe et surtout sur les armes de chasse présentes dans la maison, ce que n'apprécie guère Marlène devenue malgré elle le chef de famille.

## Fiche technique
- Titre : Attention, les enfants regardent
- Réalisation : Serge Leroy, assisté de Jean-Pierre Vergne
- Scénario : Serge Leroy et Christopher Frank d'après le roman de Peter L. Dixon et Laird Koenig
- Production : Alain Delon, Norbert Saada
- Musique : Éric De Marsan
- Photographie : Claude Renoir
- Montage : François Ceppi
- Décors : Tony Roman
- Production : Adel Productions - Les Productions Artistes Associés
- Distribution : Artistes Associés
- Pays d'origine : France
- Format : Couleurs - 1,66:1 - Mono
- Genre : Drame et thriller
- Durée : 103 minutes
- Date de sortie : 1978
- Affiche : Jouineau Bourduge (France)

## Distribution
- Alain Delon : L'homme
- Richard Constantini : Dimitri
- Tiphaine Leroux : Laetitia
- Sophie Renoir : Marlène
- Thierry Turchet : Boule
- Adelita Requena : Avocados
- Henri Vilbert : Le gardien
- Françoise Brion : Mademoiselle Millard
- Danielle Volle : La mère
- Louis Navarre : Le père
- Marco Perrin : Gendarme
- Jean-Marie Richier : Gendarme
- François Cadet : Le pompiste
- Paul Crauchet : l'ami pêcheur
- Michel Fortin : le chauffeur du bus scolaire

## Autour du film
À la 54e minute, lorsque l'inconnu ouvre l'armoire contenant les armes à feu, on aperçoit une affiche du film "La Traque" tandis qu'auparavant les enfants visionnaient le film "Le Mataf". Ces deux films sont du réalisateur Serge Leroy.